# Mistrzostwa Afryki U-20 w Rugby Union Mężczyzn 2024
Mistrzostwa Afryki U-20 w Rugby Union Mężczyzn 2024 – siódme mistrzostwa Afryki U-20 w rugby union mężczyzn, oficjalne międzynarodowe zawody rugby union o zasięgu kontynentalnym organizowane przez Rugby Africa mające na celu wyłonienie najlepszej w Afryce męskiej reprezentacji narodowej złożonej z zawodników do lat dwudziestu. Odbyły się w formie turnieju rozegranego w Nairobi w dniach 20–28 kwietnia 2024 roku. W walce o tytuł mistrzowski wzięły udział cztery zespoły.
Zawody odbyły się w czterozespołowej obsadzie systemem kołowym w ciągu trzech meczowych dni. Trzy bonusowe zwycięstwa odniosła reprezentacja Kenii, zyskując tym samym awans do World Rugby U-20 Trophy 2024
.

## Mecze
| 20 kwietnia 202414:00 | Kenia U-20 | 34:28(23:6) | Namibia U-20 | Harare Sports Club, Harare |
| 20 kwietnia 202414:00 |            | 34:28(23:6) |              | Harare Sports Club, Harare |

| 20 kwietnia 202416:00 | Zimbabwe U-20 | 46:21(22:11) | Tunezja U-20 | Harare Sports Club, Harare |
| 20 kwietnia 202416:00 |               | 46:21(22:11) |              | Harare Sports Club, Harare |

| 24 kwietnia 202414:00 | Kenia U-20 | 56:17(26:5) | Tunezja U-20 | Harare Sports Club, Harare |
| 24 kwietnia 202414:00 |            | 56:17(26:5) |              | Harare Sports Club, Harare |

| 24 kwietnia 202416:00 | Zimbabwe U-20 | 35:23(17:11) | Namibia U-20 | Harare Sports Club, Harare |
| 24 kwietnia 202416:00 |               | 35:23(17:11) |              | Harare Sports Club, Harare |

| 28 kwietnia 202412:00 | Namibia U-20 | 26:15(6:5) | Tunezja U-20 | Harare Sports Club, Harare |
| 28 kwietnia 202412:00 |              | 26:15(6:5) |              | Harare Sports Club, Harare |

| 28 kwietnia 202415:00 | Zimbabwe U-20 | 13:28(10:17) | Kenia U-20 | Harare Sports Club, Harare |
| 28 kwietnia 202415:00 |               | 13:28(10:17) |            | Harare Sports Club, Harare |